# Family office
Family office är benämningen på företag som förvaltar förmögenheter och erbjuder tjänster inom bl.a. skatterådgivning, finansiell planering och liknande tjänster för familjer, en eller flera generationer.
Det finns två olika typer av family office, single-family office (SFO) och multi-family office (MFO).
Ett single-family office arbetar åt en familj som kan vara flera generationer och många familjemedlemmar. Detta är den vanligaste formen av family office.
Ett multi-family office är vanligtvis ett oberoende företag som erbjuder/säljer tjänster till fler förmögna familjer. Multi-family office delas ibland in i två olika typer av företag, de som ägs direkt av de familjer man arbetar åt eller de som har ett annat ägande, vanligtvis de anställda eller någon finansiell aktör.

## Internationellt
Det första moderna, enligt definitionen ovan, kända family office bildades år 1838 av familjen J.P Morgan. Ett antal år senare, 1882, startade familjen Rockefeller sitt eget family office som existerar än idag. I USA finns det ca. 3.000 single-family offices. och ungefär 150 multi-family offices.
Antalet family office i Europa uppskattas till drygt 4.000 varav knappt 2.000 är multi-family offices.  Generellt kan man se en tillväxt av multi-family offices, antingen genom att ett single-family office övergår till att även erbjuda sina tjänster till andra förmögna familjer eller att det skapas helt nya företag av banker eller andra.

## Sverige
I Sverige har det funnits single-family offices i olika former sedan många år bland de mer förmögna familjerna. I de flesta fall är dessa dock inte renodlade family offices utan hanteras genom flera bolag och rådgivare med olika funktioner. Dessa strukturer kan då inte heller räknas som ett family office. Antalet single-family offices i Sverige enligt definitionen ovan finns det ingen uppskattning av.
Multi-family office-företag finns det en handfull av i Sverige. Dessa företags tjänster är oftast mer kompletta och komplexa än s.k. private bankingtjänster som oftast tillhandahålls av en bank.

## Tjänster

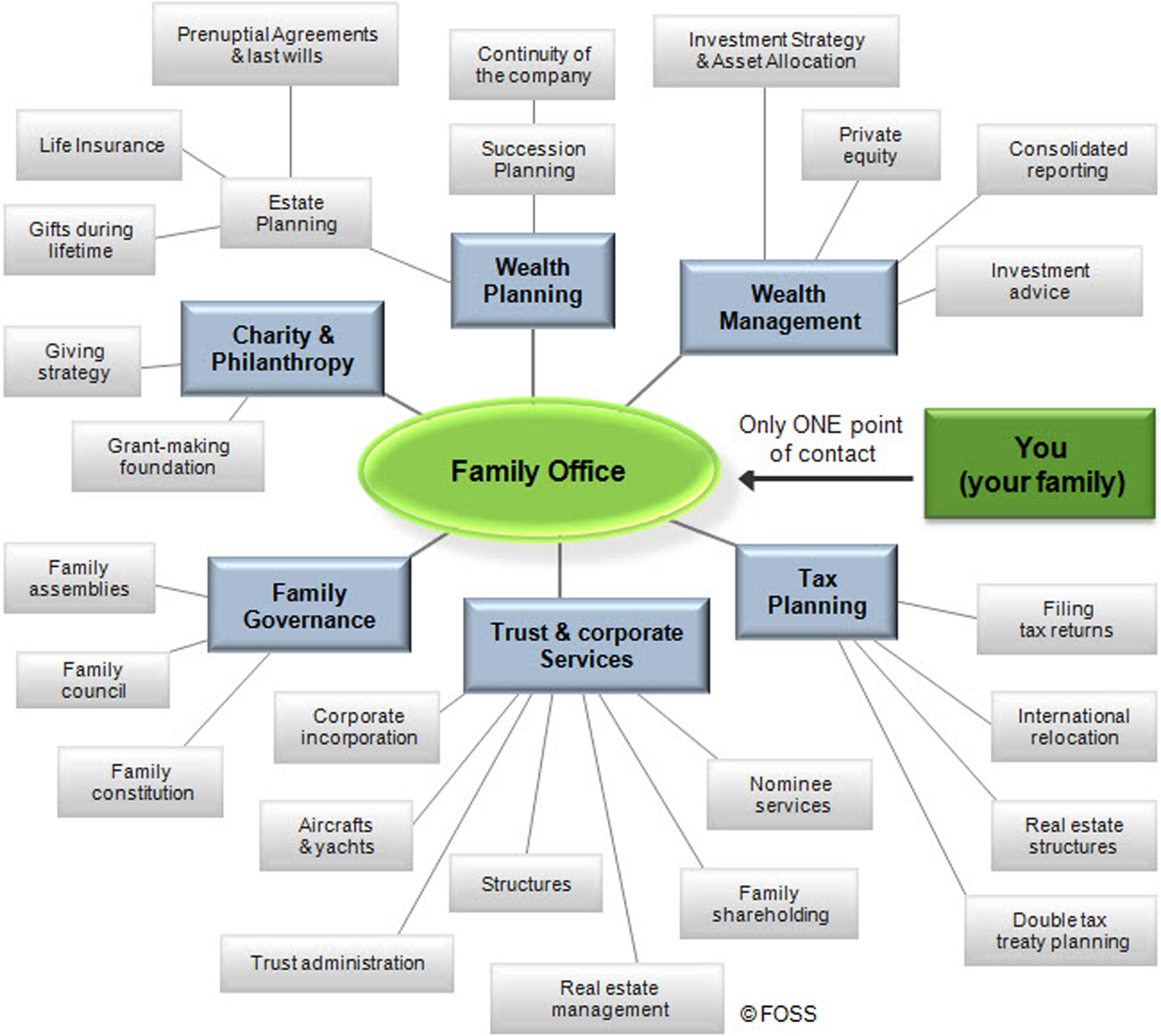
Chart of family office services

Vanligt förekommande tjänster i ett family office är:
- Finansiell planering
- Förmögenhetsallokering
- Skatteplanering
- Rådgivning kring den juridiska strukturen
- Administrativa tjänster, till exempel 
  - Rapporter
  - Bokföring
  - Deklarationer
  - Konsolidering av konton
- Juridisk rådgivning, till exempel 
  - Testamenten
  - Äktenskapsförord
  - Företagsspecifika avtal
  - Trusts
- Fastighetstjänster, till exempel 
  - Rådgivning vid transaktioner
  - Förvaltning
- Rådgivning i välgörenhetsfrågor
- Övrigt, till exempel 
  - Barnens utbildning
  - Planering av resor
  - Betala fakturor

Ett family office kan välja att tillhandahålla alla dessa tjänster själv eller att agera som en projektledare/finanschef. Gör man det sistnämnda ser man till att komplettera sina egna tjänster med att hitta kompetenta underleverantörer som anlitas inom övriga områden. I en del fall erbjuds endast ett urval av dessa tjänster till kunderna.